# Kungsparken, Göteborg

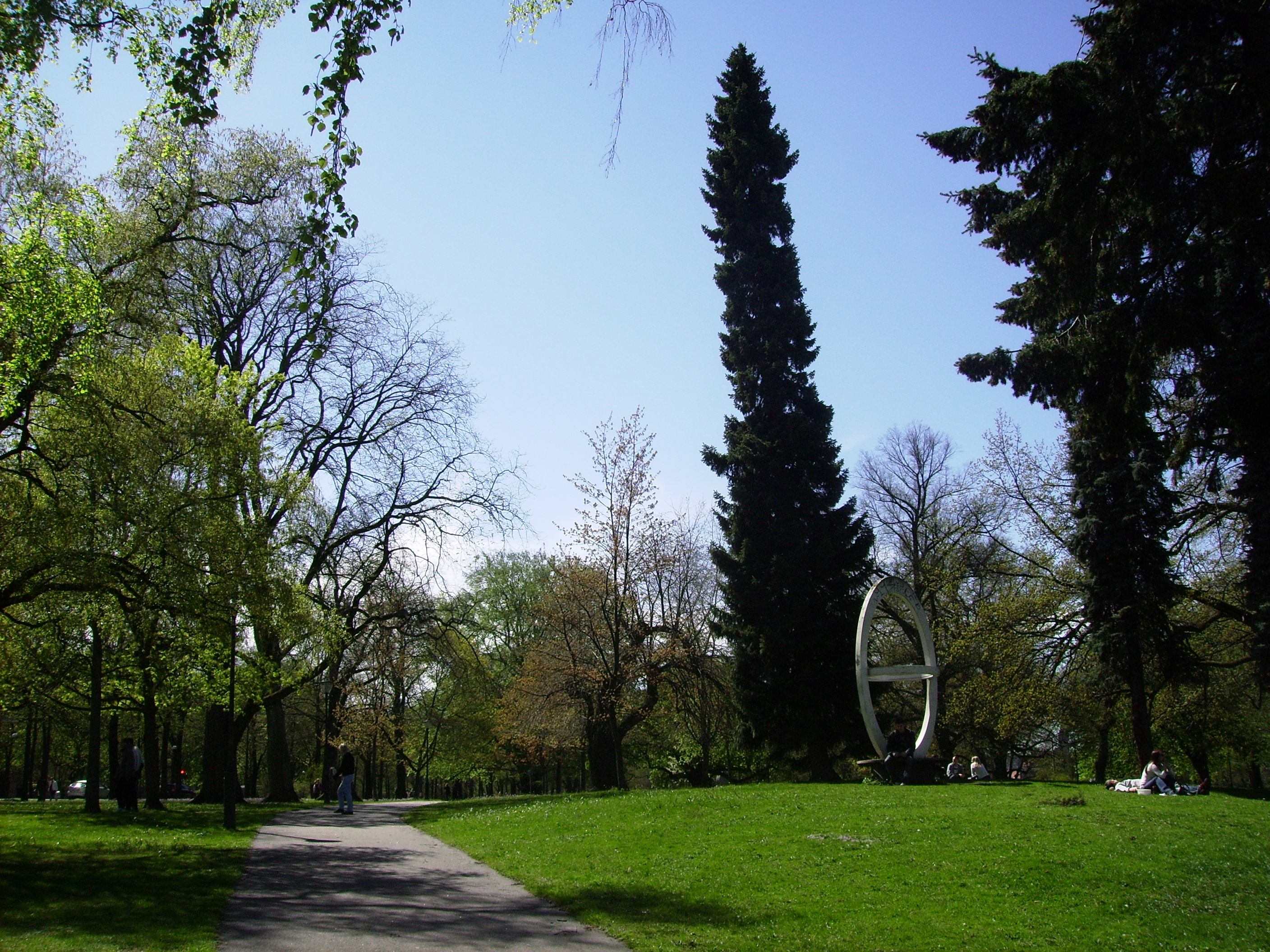
Kungsparken

Kungsparken, ursprungligen Kungsportsparken, är en 13 hektar stor park bakom Stora Teatern vid Avenyn i Göteborg, som omsluter större delen av Nya Allén, och utgör en så kallad parkgördel. Övriga parker kring Allén är; Bältespännarparken (1863) och Trädgårdsföreningen (1842). Kungsparken anlades i flera etapper, åren 1839-1861.
I Kungsparken ligger Floras kulle, vars plats ursprungligen var en av ravelinerna som tillhörde fortifikationerna i det befästa Göteborg, med statyn Flickan och sjötrollen av Ivar Johnsson. I parken finns flera skulpturer, bland andra Ägget av Egon Möller-Nielsen samt Betongskulptur med sittbänk av Pontus Johansson, nära Vasaplatsen.
Parken var på 1940- och 1950-talet samlingsplats för stadens homosexuella män.